# Actinodaphne procera
Actinodaphne procera là loài thực vật có hoa trong họ Nguyệt quế. Loài này được Nees miêu tả khoa học đầu tiên năm 1836.